# Kalima (Islam)

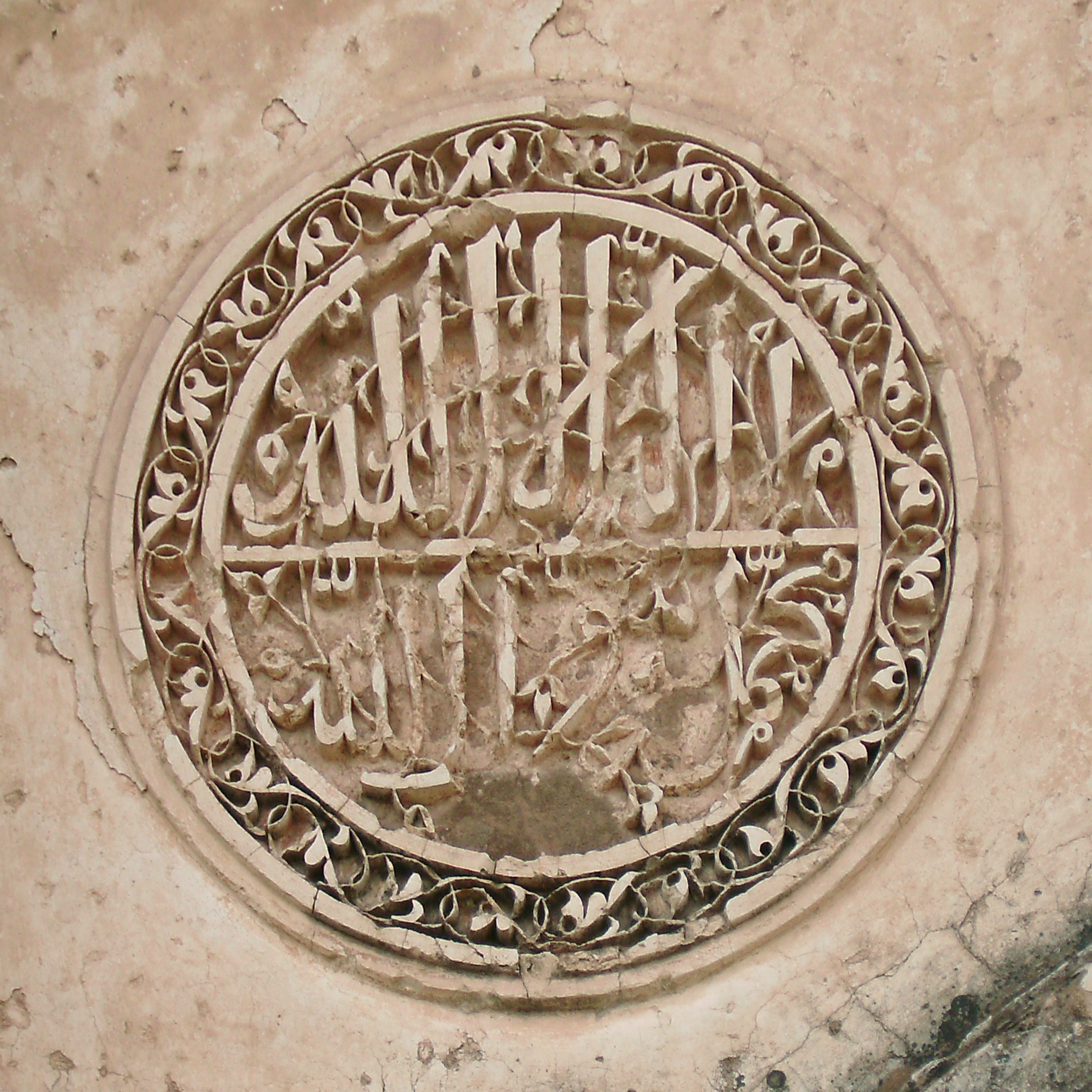
Geschnitzte Kalima am Eingang zur Moschee der Festung Rohtas in Pakistan

Kalima  (arabisch كلمة ‚Wort, Rede‘, Plural: Kalimāt) im Islam ist der formale Inhalt der Schahāda und somit die erste der fünf Säulen des Islam. Kalima bedeutet übersetzt Wort. Im alltäglichen Sprachgebrauch benutzen Muslime Kalima oft im Sinne von Schahada, in der die Überzeugung des Glaubens zum Ausdruck kommt.
Das Kalima ist eine der meist rezitierten Phrasen, da diese in jedem rituellen Gebet (Salāt) vorkommt (Taschahud).

## Wortlaut
«أشْهَدُ أنْ لا إلَٰهَ إِلَّا اللهُ وَحْدَهُ لَا شَرِيْكَ لَهُ وَأشْهَدُ أنَّ مُحَمَّدًا عَبْدُهُ وَرَسُولُهُ»

„Ašhadu an lā ilāha illā llāhu waḥdahu lā šarīka lahu, wa-ašhadu anna Muḥammadan ʿabduhu wa-rasūluhu“

„Ich bezeuge, dass es keinen Gott außer Gott gibt. Er ist Einer, Er hat keine Partner, und ich bezeuge, dass Muhammad sein Diener und Gesandter ist.“

## Sechs Kalimat
In Südasien gibt es die Erweiterung auf fünf oder sechs Kalimat, die die allgemeinen Glaubensgrundsätze widerspiegeln. Hier wird das zweite Kalima auch Kalima Schahadat genannt.